# Pierre Curie (conservateur)
Pour l’article homonyme, voir Pierre Curie.
Pierre Curie, né en 1960, est un conservateur et historien de l'art français. Spécialiste de la peinture italienne, il a notamment dirigé la Revue de l'art. Il est nommé conservateur du musée Jacquemart-André en janvier 2016.

## Biographie

### Jeunesse et études
Pierre Curie naît en 1960. Il est diplômé de l'École nationale des beaux-arts de Dijon, ainsi que de l'École du Louvre. Il est titulaire d'une maîtrise d'histoire de l'art de la Sorbonne, avec pour sujet « La peinture lombarde dans la conjoncture espagnole, 1600-1630 ».

### Carrière
Spécialiste de la peinture italienne du XVe au XVIIIe siècle et des techniques de restauration, il enseigne en France, notamment à Paris, et présente des conférences. En 1989-1990, il est reçu au concours de conservateur du patrimoine.
Il a occupé le poste de conservateur au musée du Petit Palais. Il a également occupé le poste de conservateur en chef de la filière peinture du centre de recherche et de restauration des musées de France,,. Il participe à la restauration de nombreux tableaux et est conseillé pour plusieurs expositions.
Il a dirigé la Revue de l'art, revue scientifique d'histoire de l'art, jusqu'en 2020, Barthélémy Jobert lui succédant.
En septembre 2015, il est choisi comme successeur de Nicolas Sainte Fare Garnot en tant que conservateur du musée Jacquemart-André, prenant son poste le 1er janvier 2016,,.

## Décoration
- Chevalier de l'ordre de Grimaldi (2022)[6]

## Publications

### Ouvrages
- Chefs-d'oeuvre du Musée des beaux-arts de Leipzig : exposition au Petit Palais, du 10 septembre au 5 décembre 1993 (catalogue d'exposition), Paris, 1993, 16 p. ;
- avec Nancy Mowll Mathews, Flavie Durand-Ruel Mouraux et Marie-Françoise Dispa (traductrice), Mary Cassatt : une impressionniste américaine à Paris : exposition au musée Jacquemart-André, du 9 mars au 23 juillet 2018 (catalogue d'exposition), Bruxelles et Paris, Fonds Mercator et Culturespaces, 2018, 174 p. ;
- avec Carlo Falciani et al., La collection Alana : chefs-d'œuvre de la peinture italienne : exposition au musée Jacquemart-André, du 13 septembre 2019 au 20 janvier 2020 (catalogue d'exposition), Bruxelles et Paris, Fonds Mercator et Culturespaces, 2019, 215 p. ;
- avec David Blayney Brown et Barthélémy Jobert, Turner : peintures et aquarelles, collections de la Tate : exposition au musée Jacquemart-André, du 13 mars au 20 juillet 2020 (catalogue d'exposition), Bruxelles, Fonds Mercator, 2020, 173 p. ;
- avec Marina Bocquillon-Ferretti, Christophe Duvivier et Nicole Tamburini, Signac : les harmonies colorées : exposition au musée Jacquemart-André, du 26 mars au 19 juillet 2021 (catalogue d'exposition), Bruxelles et Paris, Fonds Mercator et Culturespaces, 2021, 175 p. ;
- avec Ana Debenedetti, Alessandro Cecchi, Guido Cornini et al. (sous le patronage de l'ambassade d'Italie en France), Botticelli : artiste & designer : exposition au musée Jacquemart-André, du 10 septembre 2021 au 24 janvier 2022 (catalogue d'exposition), Bruxelles et Paris, Fonds Mercator et Culturespaces, 2021, 237 p.
- avec Jean-Marc Vasseur, Nélie Jacquemart : artiste et collectionneuse de la Belle Époque, éd. Vendémiaire, 2023.

### Articles
- « À la recherche du Jésus de l'histoire : Ennio Floris, Sous le Christ, Jésus. Méthode d'analyse référentielle appliquée aux Évangiles » (compte-rendu), Autres Temps, no 14,‎ 1987, p. 54-60 (lire en ligne) ;
- avec Catherine Boulmer et Laurence de Finance, « Découvertes de l’Inventaire en Ile-de-France », Histoire de l'art, nos 37-38 « Figures »,‎ 1997, p. 109-114 (lire en ligne) ;
- avec Jean-Philippe Maisonnave, « Un nouveau tableau de Hendrick Ter Brugghen et son atelier dans une église de Bordeaux », Revue de l'art, no 117,‎ 1997, p. 71-73 (lire en ligne) ;
- « Quelques nouveaux tableaux du siècle d'or espagnol dans les églises de France », Revue de l'art, no 125,‎ 1999, p. 44-53 (lire en ligne) ;
- avec Tuulikki Kilpinen, « Modulations sur la toile : La Reine Blanche d’Albert Edelfelt (1854-1905) » (traduction), Histoire de l'art, no 50 « Regards extérieurs. Études d'historiens étrangers sur l'art en France »,‎ 2002, p. 65-76 (lire en ligne).